# عمر الأنسي
عمر عبد الرحمٰن الأُنسي (1901 ـ 1969) رسام لبناني وكان أحد تلاميذ الفنان خليل صليبي. حيث اكتسب علمًا وخبرة بأصول الرسم واستخدام الألوان. وسافر عام 1922 إلى الأردن حيث أمضى خمس سنواتٍ يدرّس الرسم والفن التشكيلي لبعض أفراد العائلة المالكة. ثم سافر عام 1928 إلى باريس حيث أمضى ثلاث سنوات متنقلًا بين الكليات الفنية المعروفة آنذاك ومحترفات كبار الفنانين. ولما عاد إلى بيروت واستقر في منزله القديم بمنطقة تلة الخياط انغمس في الرسم واشترك في معارض عديدة، بعضها فردي وبعضها مشترك. كما اشترك في معارض بمصر بين القاهرة والإسكندرية.
تميز الأنسي حسب المصادر برسومه المائية فصور بيوتًا جبلية ومناظر طبيعية ووجوهاً وأشخاصاً بينهم نساء عاريات، وكانت هي المرة الأولى التي تجرأ فيها فنان أن يعرّي المرأة ويقدمها في لوحات عرضت على جمهور في بيئة محافظة. برز كرسام معبر وهو في مقتبل العمر، استهوته دراسة اللغات الاجنبية، فبرع بهذا المجال لاسيما اللغة الإنجليزية، والفرنسية، والإسبانية، ترك كم كبير من الصور التشكيلية والعامة، أهمها: شمس الضحى، وأم الشرائع، وشاطئ خلدة الخلاب، وغيرها. كرمته بلدية بيروت بأن أطلقت اسمه على إحدى حدائقها العامة، مع تمثال له يتوسط تلك الحديقة، في كبُّوشيَّة بيروت.